# Giuseppe Bottani
Giuseppe Bottani, né à Crémone en 1717 et mort à Mantoue en 1784, est un peintre baroque italien.

## Biographie

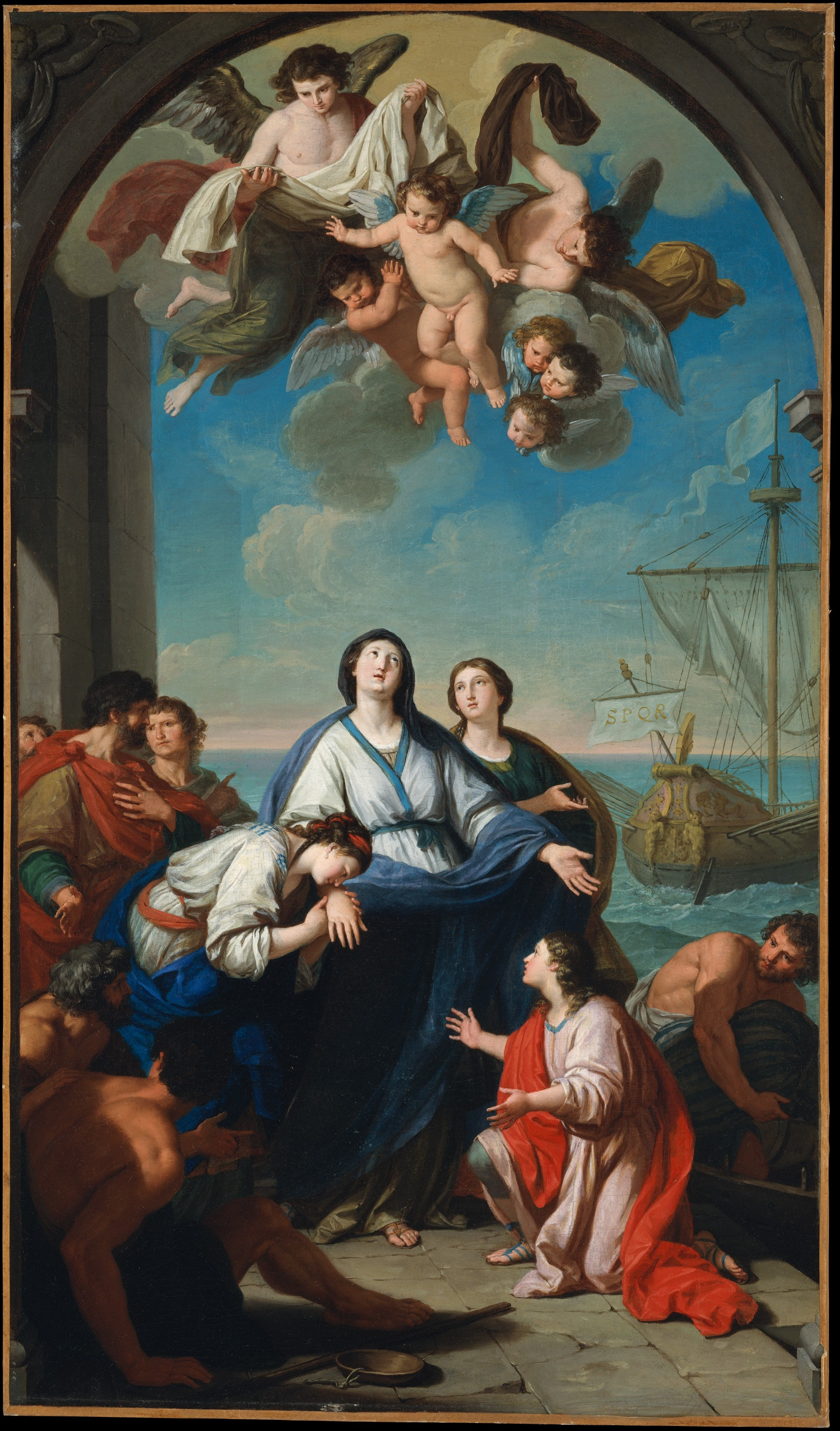
Le Départ des saintes Paule et Eustochium vers la terre sainte, New York, Metropolitan Museum of Art.

Giuseppe Bottani est l'élève d'Antonio Puglieschi et de Vincenzo Meucci à Florence. Il s'installe en 1735 à Rome pour travailler avec Agostino Masucci.
Après 1
745, il retourne à Crémone. En 1758, il fréquente l'Accademia di San Luca et en 1769 il est nommé professeur de peinture et directeur de l'Académie des beaux-arts de Mantoue.
Giuseppe Bottani est connu pour la peinture de paysages dans le style de Gaspard Dughet et des tableaux dans le style de Carlo Maratta.
Le Brescian Domenico Vantini a été un de ses élèves.

## Œuvres
- Armide tentant de se suicider (1766), huile sur toile, 205 × 147 cm, Musée des Offices, Florence[2]
- Sainte Paola prenant congé de sa famille, Milan, église des saints Cosme et Damien
- Le Départ des saintes Paule et Eustochium pour la terre sainte, huile sur toile, New York, Metropolitan Museum of Art
- Agar et l'ange (vers 1776), huile sur toile, 40 × 73 cm, Paris, musée du Louvre[3]
- Retable, Rome, Basilique Sant'Andrea delle Fratte
- Athéna transforme Ulysse en vieillard lors de son retour à Ithaque[4].
- Autoportrait, 1765, peinture à l'huile sur toile, 75 × 61 cm, Musée des Offices[5].
- Athéna apparaît à Ulysse pour lui révéler l'île d'Ithaque, vers 1765[6]

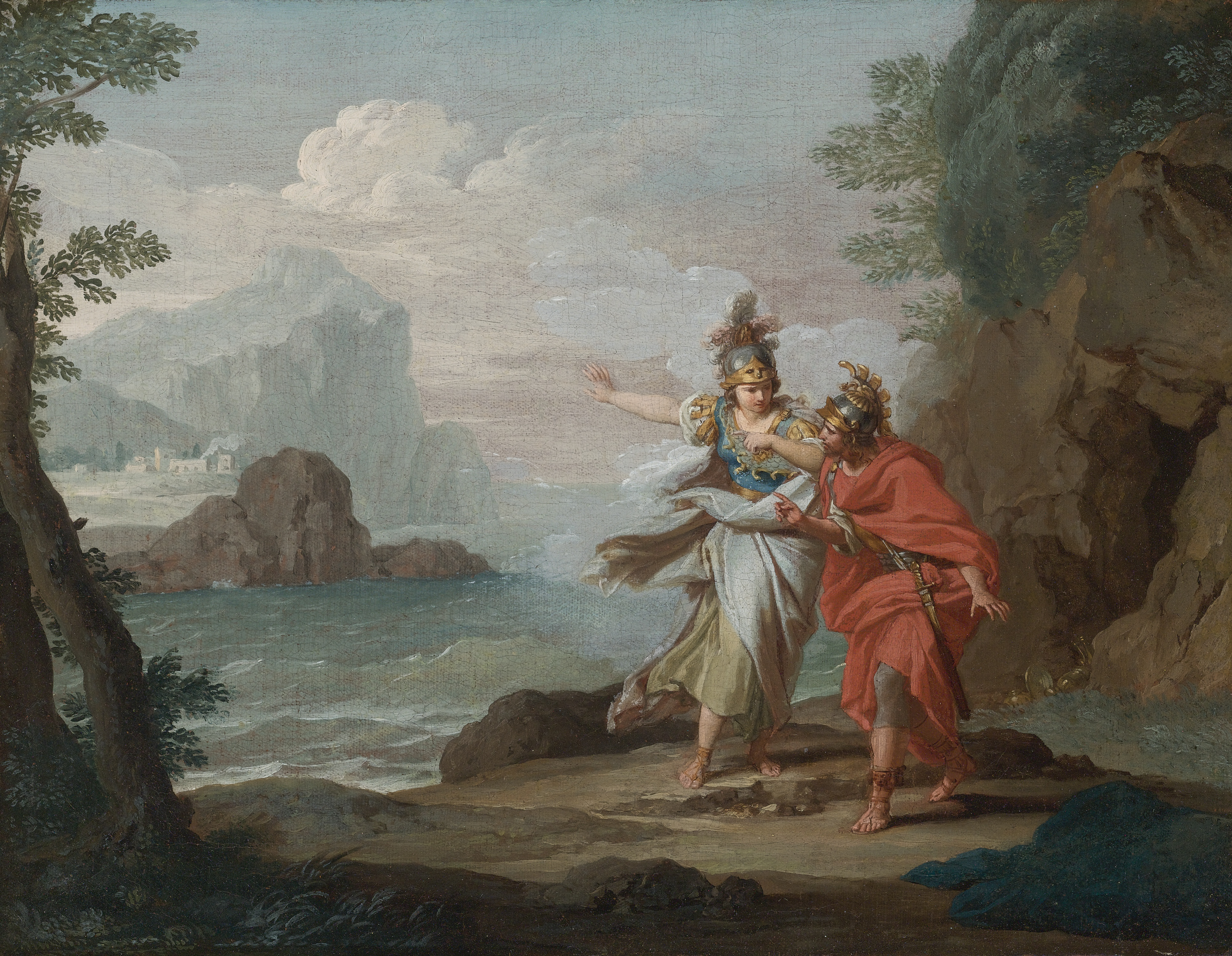
Giuseppe Bottani, Athéna apparaît à Ulysse pour lui révéler l'île d'Ithaque, vers 1765

### Sources
- (en) Cet article est partiellement ou en totalité issu de l’article de Wikipédia en anglais intitulé « Giuseppe Bottani » (voir la liste des auteurs).

- (it) Cet article est partiellement ou en totalité issu de l’article de Wikipédia en italien intitulé « Giuseppe Bottani » (voir la liste des auteurs).